# Promeca sumatrana
Promeca sumatrana är en insektsart som beskrevs av Max Beier 1954. Promeca sumatrana ingår i släktet Promeca och familjen vårtbitare. Inga underarter finns listade i Catalogue of Life.